# Pseudophilautus semiruber
Pseudophilautus semiruber е вид земноводно от семейство Rhacophoridae.

## Разпространение
Видът е разпространен в Шри Ланка.